# Mamoru Mohri
Mamoru Mohri (japánul:毛利 卫) (Yoichi-Machi,  Hokkaidó, 1948. január 29.–) japán tudós, űrhajós.

## Életpálya
1970-ben a Hokkaido Egyetemen kémiából szerzett oklevelet. 1972-ben kémiából doktorált (Ph.D.). 1975-1985 között a Hokkaido Egyetemen nukleáris technikát oktatott, kutatott. Nyolc éven keresztül támogatta Japán magfúziós programját. 1980-ban csere-tudós program keretében Amerikában az Argonne National Laboratories keretében végzett kísérleteket. 1987-1989 között az University of Alabama Huntsville docense. 1980-ban ő volt a kiválasztott, hogy részt vegyenek az első csoport a csere tudósok az USA / Japán nukleáris fúzió Együttműködés program ami a közzétételét besugárzó károk vizsgálata nukleáris fúziós anyagok lineáris gyorsító ion a fizika osztály az Argonne National Laboratories, amerikai Egyesült Államok. 1976-ban a Dél-Ausztráliában a Flinders Egyetemen (Adelaide)  megvédte doktori diplomáját. A NASDA Űrhajózási Iroda vezérigazgatója.
1985. augusztus 7-től a Japán Űrügynökség (NASDA) kiválasztása alapján lett űrhajós jelölt, Spacelab specialista. 1996 augusztusától a Lyndon B. Johnson Űrközpontban részesült űrhajóskiképzésben. Két űrszolgálata alatt összesen 19 napot, 4 órát és 9 percet (460 óra) töltött a világűrben. Űrhajós pályafutását 2000. december 31-én fejezte be. 2007-től Japán National Science Museum (MeSci) (tudományos és innovációs) igazgatója.

## Űrrepülések
- STS–47, az Endeavour űrrepülőgép 2. repülésének teherfelelőse. Kilencedik alkalommal szállította a világűrbe a Spacelab mikrogravitációs laboratóriumot, melyben a nemzetközi legénység többek között biológiai és anyagtudományi kísérleteket végzett. Az elvégzett 44 kísérlet közül 35-öt a Japán Űrügynökség finanszírozott. Negyedik űrszolgálata alatt összesen 7 napot, 22 órát, 30 percet és 23 másodpercet (190 óra) töltött a világűrben. 5 265 523 kilométert repült, 126 alkalommal kerülte meg a Földet.
- STS–99, a Endeavou űrrepülőgép 14. repülésének küldetés specialistája. A High-Definition Television (HDTV) kamerával a Föld megfigyelését végezte. Egy űrszolgálata alatt összesen 11 napot, 5 órát és 39 percet (269 óra) töltött a világűrben. 6 540 000 kilométert (4 060 000 mérföldet) repült, 182 kerülte meg a Földet.

## Írásai
Több mint 100 tudományos cikk, tanulmány szerzője.